# العلاقات البوروندية الكيريباتية
العلاقات البوروندية الكيريباتية هي العلاقات الثنائية التي تجمع بين بوروندي وكيريباتي.

## مقارنة بين البلدين
هذه مقارنة عامة ومرجعية للدولتين:
| وجه المقارنة                                              | بوروندي                                    | كيريباتي                        |
| --------------------------------------------------------- | ------------------------------------------ | ------------------------------- |
| المساحة (كم2)                                             | 27.83 ألف                                  | 811                             |
| عدد السكان (نسمة)                                         | 10.86 مليون                                | 116.40 ألف                      |
| الكثافة السكانية (ن./كم²)                                 | 390.23                                     | 14.35 ألف                       |
| العاصمة                                                   | بوجومبورا، جيتيغا                          | جنوب تاراوا                     |
| اللغة الرسمية                                             | اللغة الكيروندية، لغة فرنسية، لغة إنجليزية | لغة إنجليزية، اللغة الكيريباتية |
| العملة                                                    | فرنك بوروندي                               | دولار كريباتي، دولار أسترالي    |
| الناتج المحلي الإجمالي (بليون دولار)                      | 3.48 مليار                                 | 196.15 مليون                    |
| الناتج المحلي الإجمالي (تعادل القوة الشرائية) بليون دولار | 8.13 مليار                                 | 224.26 مليون                    |
| الناتج المحلي الإجمالي الاسمي للفرد دولار أمريكي          | 277                                        | 1.42 ألف                        |
| الناتج المحلي الإجمالي للفرد دولار أمريكي                 | 77                                         | 1.81 ألف                        |
| مؤشر التنمية البشرية                                      | 0.400                                      | 0.590                           |
| رمز المكالمات الدولي                                      | +257                                       | +686                            |
| رمز الإنترنت                                              | .bi                                        | .ki                             |
| المنطقة الزمنية                                           | ت ع م+02:00                                |                                 |

## منظمات دولية مشتركة
يشترك البلدان في عضوية مجموعة من المنظمات الدولية، منها:
| علم المنظمة | اسم المنظمة                                 | تاريخ انضمام بوروندي | تاريخ انضمام كيريباتي |
| ----------- | ------------------------------------------- | -------------------- | --------------------- |
|             | مؤسسة التنمية الدولية                       | 28 سبتمبر 1963       | 2 أكتوبر 1986         |
|             | يونسكو                                      | 16 نوفمبر 1962       | 24 أكتوبر 1989        |
|             | الأمم المتحدة                               | 18 سبتمبر 1962       | 14 سبتمبر 1999        |
|             | مجموعة دول أفريقيا والكاريبي والمحيط الهادئ | ?                    | ?                     |
|             | الاتحاد البريدي العالمي                     | ?                    | ?                     |
|             | البنك الدولي للإنشاء والتعمير               | 28 سبتمبر 1963       | 29 سبتمبر 1986        |
|             | الاتحاد الدولي للاتصالات                    | 16 فبراير 1963       | 3 نوفمبر 1986         |
|             | منظمة حظر الأسلحة الكيميائية                | ?                    | ?                     |
|             | مؤسسة التمويل الدولية                       | 28 نوفمبر 1979       | 2 أكتوبر 1986         |